# Ariamnes kahili
Espèce
Ariamnes kahili est une espèce d'araignées aranéomorphes de la famille des Theridiidae.

## Distribution
Cette espèce est endémique de l'île de Kauai à Hawaï,.

## Description
Les mâles mesurent de 6,5 à 7,1 mm et les femelles de 10,7 à 11,3 mm.

## Étymologie
Son nom d'espèce lui a été donné en référence au lieu de sa découverte, le mont Kahili.

## Publication originale
- Gillespie & Rivera, 2007 : Free-living spiders of the genus Ariamnes (Araneae, Theridiidae) in Hawaii. Journal of Arachnology, vol. 35, p. 11-37 (texte intégral).